# Mégapascal
« MPa » redirige ici. Pour les autres significations, voir MPA.
Le mégapascal, de symbole MPa, est une unité de pression ou de contrainte valant un million de pascals (106 Pa).

## Définition
Le pascal étant identique au newton par mètre carré (N/m2) et au joule par mètre cube (J/m3), le mégapascal peut être qualifié de newton par millimètre carré  ou de millijoule par millimètre cube :
1 MPa = 1 N/mm2 = 1 mJ/mm3.

## Équivalences
Par référence à la pression atmosphérique normale (qui vaut environ 1 bar = 105 Pa), le mégapascal peut être relié au bar et au kilobar (103 bar), deux unités hors du système international mais très utilisées en pratique (en particulier dans l'industrie, tous les manomètres sont gradués en bar) et parfois en sciences de la Terre et en science des matériaux :
1 MPa = 10 bar = 0,01 kbar
1 bar = 0,1 MPa
1 kbar =  100 MPa
Par rapport aux psi et ksi, unités du système impérial très utilisées aux États-Unis :
1 MPa = 0,145 037 ksi = 145,037 psi
1 psi = 6,894 76⋅10–3 MPa
1 ksi = 6,894 76 MPa